# Jean Catrice
 (janvier 2021).
Si vous disposez d'ouvrages ou d'articles de référence ou si vous connaissez des sites web de qualité traitant du thème abordé ici, merci de compléter l'article en donnant les références utiles à sa vérifiabilité et en les liant à la section « Notes et références ».
Jean Catrice, né le 29 avril 1903 à Lys (Nord) et mort le 6 février 1979 à Croix (Nord), est un homme politique français.

## Biographie
Il suit des études dans le textile, et prend la tête de l'entreprise familiale.
Lors de la deuxième guerre mondiale, il entre dans la résistance, et rejoint le MRP, dont il devient le vice-président.
Il est élu député en 1946 et le reste jusqu'en 1955.